# Teledeportes (Perú)
Teledeportes es un programa de televisión peruano dominical transmitido por Panamericana Televisión. Es un programa dedicado al análisis deportivo; siendo su principal tema de discusión el área futbolística tanto de nivel nacional como internacional.
Actualmente, el programa es conducido por Franco Lostaunau y Raúl Romero.

## Historia
El programa fue lanzado el 10 de septiembre de 1995 por Panamericana Televisión. Desde su lanzamiento, el programa fue el más visto en su rubro de la televisión peruana. Los primeros panelistas fueron Edison Pérez, Mauricio Cortés Gálvez, Micky Rospigliosi y Eddie Fleischman.
En mayo de 1999, Micky Rospigliosi y Sammy Sadovnik se retiran, fueron reemplazados por el periodista deportivo Lucho Trisano (quien renunció a América Televisión). Y, en diciembre de 1998, se emitió el último programa de Goles en acción, dirigido por Alberto Beingolea, cuando se pasó a Red Global con el programa deportivo Hora fútbol en junio del mismo año.
El 1 de diciembre de 2001, Trisano fue lanzado como el director deportivo de Tiempo récord.
Por él han pasado distintos periodistas y figuras del deporte como Horacio Raúl Pepa Baldessari, Coki González, Phillip Butters, Roberto Chale, Carlos Alberto Tigrillo Navarro, entre otros.
Desde el 1 de junio de 2003, su nuevo horario es todos los domingos a las 19:00 hasta la crisis administrativa que sufrió el canal en el periodo 2003-2009.
Desde junio de 2004, Trisano también fue conductor de otros programas deportivos: Noche de fútbol y Leyendas hasta enero de 2009.
El 11 de octubre de 2009, comenzó una nueva etapa con la incorporación de Omar Ruiz de Somocurcio. Era conocido por su entonces rival, Planeta deporte, hasta su renuncia de TV Perú en mayo de 2009.
Sin embargo, con el pasar de los años, el programa se ha convertido en un referente de las noticias y el análisis deportivo tanto local como extranjero. Se ha convertido en uno de los programas con más audiencia en Perú.
Desde el 19 de mayo hasta el 12 de junio de 2022, la periodista Claudia Chiroque se sumó a la conducción del programa. Esto como resultado de la ausencia de los dos conductores principales del programa, que fueron enviados especiales en la última etapa por la clasificación de la selección peruana de fútbol para el Mundial de Catar de ese año.
En 2024, Ruiz de Somocurcio anunció su salida de Panamericana tras permanecer 15 años en la cadena. Lo reemplazó Franco Lostaunau.

## Cortinas musicales
La cortina musical fue compuesta por Jorge Tafur en 1995 y desde 2018 se renueva el tema original con arreglos e interpretación de José Pepe Ortega.

## Premios y nominaciones

#### Premios Fama
| Año  | Premio                       | Nominación               | Resultados |
| ---- | ---------------------------- | ------------------------ | ---------- |
| 2019 | Premios Fama de La República | Mejor programa deportivo | Nominado   |

#### Premios Luces
| Año  | Premio                       | Nominación               | Resultados |
| ---- | ---------------------------- | ------------------------ | ---------- |
| 2020 | Premios Luces de El Comercio | Mejor programa deportivo | Nominado   |
| 2021 | Premios Luces de El Comercio | Mejor programa deportivo | Nominado   |